# Генеалогия
Генеалогията (от гръцки: γενεα, „семейство“; и λόγος, „знание“) е специализирана и спомагаща историческа дисциплина посветена на изучаването на родствените отношения между хората, историята на рода и произхода на индивида. Има за предмет проучване, изучаване и представяне на родствените отношения и произхода на индивида, представяйки ги и картинно чрез т.нар. родословно дърво, таблици или подходящо изчертани кръгови диаграми. Особено ценни и значими са изследванията, които освен информация от наследствено-правен характер, съдържат данни за отделните членове на рода в професионален, етнически, религиозен, образователен план и политическа активност.
Генеалогията е свързана с хералдиката, както и с други специални исторически дисциплини.
В по-широк смисъл под генеалогия се разбира науката за изучаване на произхода и взаимоотношенията не само в природата, но и при хуманитарните дисциплини. Примерно лингвистиката изучавайки произхода на думите съставя и обща картина за възникването на езиците, наричана Генеалогична класификация на езиците.

## Генеалогията в България
В България е създадено Българско генеалогическо дружество „Родознание“, което е член на Международната федерация по генеалогия и хералдика. Дружеството издава тримесечно списание „Родознание Genealogia“, чрез което се обсъждат теоретични въпроси на генеалогията, насърчават се краеведски изследвания, както и се дава информация за успехите на регионални генеалогически секции към дружеството.